# 내 안의 또 다른 나
내 안의 또 다른 나는 배준표가 2007년 한국에 출간한 심리치유 에세이.
2019년 구글북스를 통해 내 안의 또 다른 나 개정판 전 세계 동시 출간. 

## 내용
이 책은 청소년 시절 극심한 정신질환을 겪으며 자가 치료를 통해 넓은 세상으로 나가기까지 저자 ‘배준표’의 실제 경험과 치유법을 이야기 하고 있다. 
네 번의 이혼, 동거를 반복하는 부모 밑에서 자라며 겪게 되었던 유년기의 심적 고통과 극심한 정신질환을 겪으며 잃어버린 십대시절, 정신 질환 자가 치료기간, 정신질환을 자가 치료 후 꿈을 가지고 이스라엘로 떠난 배경, 그리고 이스라엘에서 만난 아내(아내는 생명을 위협할 정도의 심각한 식이장애로 정신병원에 1년 반 동안 강제 입원해 있었던 아픈 기억을 가지고 있다)와의 사랑이야기를 담고 있다. 
부모님으로부터 아무런 경제적 지원 없이 일본과 노르웨이라는 낯선 땅에서 직접 일을 찾아 자급자족하며 공부를 병행하는 유학생활의 이야기도 적혀있다.

서평

경험자가 직접 말하는 심리 치유 에세이
여느 또래들과 장난도 잘치고 모범적이었던 저자 ‘배준표’는 청소년 시절 극심한 정신질환에 시달렸다. 가정에서 받은 정신적 충격이 대인공포증으로 점점 심해지며 우울증, 조현병(정신분열), 조울증까지 찾아와 지하실에 숨어 지내던 이른바 ‘히키코모리’ 가 되기에 이르렀다. (‘히키코모리’는 사회생활에 적응하지 못해 집안에 틀어박혀 사는 사람을 뜻하는 일본어이다.) 
40일 넘게 학교에 무단결석을 하고 자살도 여러 차례 시도하며, 결국 학교를 중퇴 할 수 밖에 없었다. 마지막 희망으로 정신병원을 찾아 치료를 받기 원했지만 상처의 근본인 마음을 뒤로한 ‘비인간적 약물치료’에 실망한 뒤, 자가 치유를 하기 시작한다. 
스스로의 마음을 가다듬으며 분석하고 감정의 흐름을 공부하면서 신문배달을 시작했고, 결국 고졸 검정고시에도 합격할 수 있었다. 
저자는 정신질환 치료기간을 돌이켜 "산산이 깨져 흩어진 접시 파편 하나 하나를 다시 붙여 새 접시를 만들어 내는 과정 같았다"고 말한다. 
정신질환을 겪게 되었던 근본적인 이유를 찾아 스스로의 마음을 어루만져 자가 치유하기까지의 끊임없는 노력 이야기와 정신질환을 겪고 있는 자들에게 직접적인 도움이 될 수 있는 자가 치유법을 상세히 풀어나갔다. 

꿈을 찾아 떠난 넓은 세계로의 여행
정신질환을 극복하고 국내 대학을 다니며 더 넓은 세상을 알고 싶어 세계여행을 떠나기로 다짐한 작가 ‘배준표’는 군 복무 시절 휴가 때마다 막노동으로 여행 경비를 마련하게 된다. 제대 후 여행하며 만난 다양한 사람들과 새로운 곳들은 그동안 자신만의 마음의 감옥에 갇혀 지냈던 자신을 되돌아보게 하는 중요한 계기가 되어 주었다. 

아내 카리와 만들어가는 가슴 따뜻한 사랑 이야기
세계여행 중 이스라엘 키부츠에서 노르웨이 여인 카리 에켈란드를 알게 된다. 카리 에켈란드는 심각한 식이장애를 겪으며 정신병원에 1년 반 동안 강제 입원되어 있을 정도로 극심한 정신질환을 겪고 있었다. ‘배준표’는 자신의 경험을 토대로 카리의 정신질환 치료를 위해 열심히 돕고자 했고 서로에게 거부할 수 없는 사랑을 느낀 카리와 저자‘배준표’는 지구 반바퀴나 차이나는 거리를 극복하고 사랑을 하게 된다. 
세계 여행을 마치고 일본에서 2년 반 동안 공부한 뒤 미국 유학을 결심하고 오클라호마 주립대 입학 허가까지 받게 되지만 꿈보다는 카리와 사랑을 선택하며 미국 유학을 포기하고 낯선 노르웨이로 진로를 바꿔 오슬로 대학에서 새로운 인생을 설계하게 된다.

## 2019년 개정판 추가 내용
1. 음성파일 및 동영상.
2. 130페이지 추가. 출판사의 요청으로 삭제되었던 33페이지분량의 내용포함. 삭제된 내용들은 막내동생에게 느꼈던 열등감 묘사부분, 첫 번째, 두 번째, 세 번째 가출 당시의 구체적인 상황묘사부분, 자살을 시도하며 가족들에게 남겼던 유서, 돌아가신 할머니에게 보내는 편지, 조현병, 조울증을 앓던 당시 있었던 일화 및 무편집된 머리말 초고가 포함되어 있다.
3. 각 단락마다 새로운 사진들을 추가해서 현장감을 높임. 추가된 사진들은 정신질환을 앓던 당시의 사진 및 유년기, 청소년기, 이스라엘 키부츠, 일본유학당시, 태국여행 등에서 촬영한 것이다.
4. 곳곳에 어휘를 좀더 사실적으로 변경하며 그 당시 사용했던 속어 및 욕설들을 그대로 실음
5. 저자가 실천한 마음치유의 전 과정을 이론적으로 요약정리한 27페이지 분량의 개정판 후기
6. 마음의 병을 치유하는 무의식의 코드들
7. 책 곳곳에 있는 짧은 명상문

## 유튜브에서 집필작업 생중계
내 안의 또 다른 나 개정판 집필상황을 유튜브에서 생중계하며 독자들과 소통한 적이 있다.

## 언론보도
1. 한겨레 신문, 베스트셀러 읽기
2. 연합뉴스, 정신질환 자가치료 안내서 펴낸 배준표씨